# الیگوساکاریدوز
الیگوساکاریدوزها از نظر بالینی شبیه موکوپلی ساکاریدوزها هستند، اما شیوع آنها کمتر است.

## علائم
در بیماران میزان تغییر شکل اسکلتی و صورتهای خشن از شدید تا خفیف متغیر است. معمولاً عقب ماندگی روانی حرکتی، تشنج و علائم عصبی پیشرونده وجود دارد، اما بزرگی کبد، کری و کدورت قرنیه ممکن است دیده نشوند. در برخی از نقائص بخصوص سیالیدوز لکه قرمز آلبالویی در ماکولا مشاهده می‌گردد. تظاهر زودرس علائم نسبت به موکوپلی ساکاریدوزها شایعترمی باشد. برخی از بیماریهای این گروه در زمان تولد یا در سال اول زندگی تظاهر می‌کنند (برای مثال با هیدروپس جنینی یا بزرگی قلب) و اغلب در عرض چند سال (و یا زودتر) کشنده هستند. شدت بیماری در ارتباط با جهش رخ داده در فرد بسیار متغیر است. نقص متابولیسم الیگوساکاریدی در گانگلیوزیدهای GM1 و GM2 و گالاکتوسیالیدوزها نیز دیده می‌شود.